# Мережка
Мере́жка — ажурний візерунок на тканині, зроблений на місці висмикнутих із неї ниток.
Мережками називають види декоративних швів.

## Загальний опис
Мережки можуть бути головною частиною візерунку чи лінією відмежування. Мережки належать до рахункових швів. Орнаменти, доповнені мережками, вирізняються тонкістю та витонченістю. Всі мережки починають з вишивки качалочки.
Мережки дуже різноманітні за виконанням і виглядом. Здебільшого їх роблять нитками під колір тканини, що створює додатковий ефект вишивки. Але деякі види мережок виконують кольоровими нитками (муліне або котушковими).
Види мережок:
а) «одинарний прутик» є найпростішою мережкою та виконується як основа для інших видів мережок;
б) «подвійний прутик»;
в) «роздвоєний прутик»(«черв'ячок»);
г) складні варіанти мережок: «ляхівка», «потрійна ляхівка», «стовпчики», «гречка» тощо.
Для виконання мережок будь-якого виду є загальні правила:
- краї мережок оформляють закріпками («качалочками»);
- усі ряди мережок виконують справа наліво;
- кінці ниток закріплюють в «качалочках» із виворітного боку;
- на початку роботи робочу нитку закріплюють петлею біля основи правої «качалочки».

## Елементи мережки
- Дірочка — отвір у візерунку.
- Стовпець — вузька смуга полотна, що розділяє групи отворів.
- Полоте́нце — широка смуга полотна, що розділяє групи отворів.
- Прутик — рубець чи ряд дрібних отворів, що йде по краю мережки[2].

Мережка з великими отворами називалася горлатою, з надто дрібними — сліпою.

## Мережка «одинарний прутик»
Мережкою «одинарний прутик» починають вишивку інших мережок.
Вишиваючи зразок мережки, виконують качалочки на 5 або 6 ниток. Знизу качалочки, відступивши дві нитки, підрізають і висмикують 3 або 4 нитки тканини. Закріпивши на двох нитках тканини петлею робочу нитку, праворуч, внизу від ниток, на голку підхоплюють 3-5 (залежно від їх товщини) ниток тканини і виривають. Загальна кількість ниток тканини, підхоплених на голку для створення прутика, не повинна перевищувати 3 мм, інакше мережка стягне край тканини або візерунок.
Підхопивши нитки тканини, простягають під ними голку з робочою ниткою. Повертаючись, голку вколюють праворуч від підхоплених ниток і виводять з виворітного боку на лицьову по діагоналі через 2 або 3 нитки навпроти робочої нитки. Простягають робочу нитку і стягують нею підхоплені нитки тканини. Так виходить перший стовпчик прутика. Всі інші стовпчики одинарного прутика виконують так само.

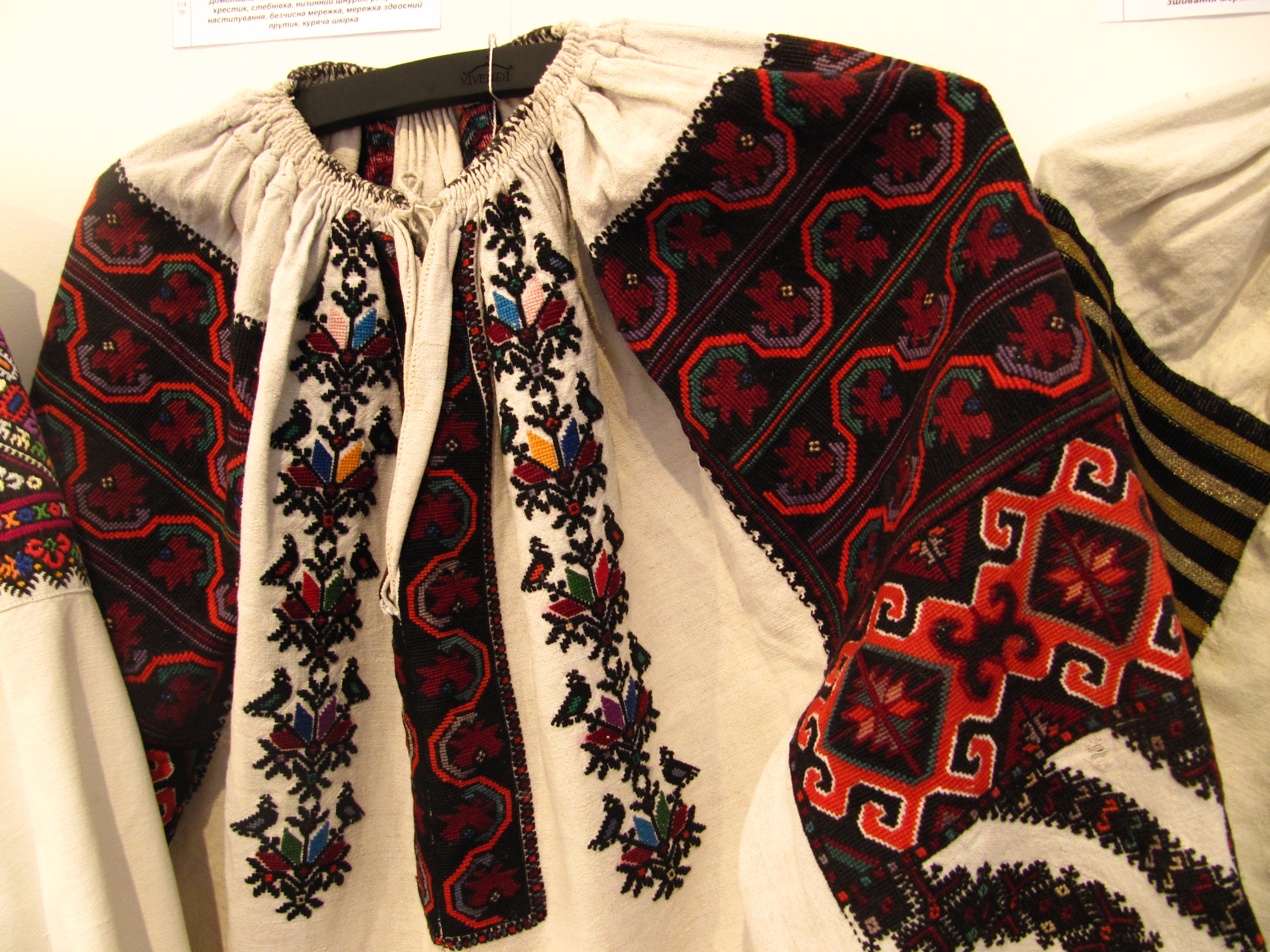

## Мережка «стовпчики»
Мережка «стовпчики» складається з трьох рядів: 1-й вишивають одинарним прутиком; 2-й — стовпчиком, 3-й так само, як і в попередніх мережках, одинарним прутиком. Починають вишивати зразок мережки з качалочок висотою 1 см і в міру виконання рядів мережки качалочки дошивають. Знизу качалочки відступають дві нитки, підрізають і висмикують три нитки тканини. Потім вишивають в першому ряду знизу одинарний прутик. Виконавши його, залишають три нитки, підрізають і висмикують три нитки тканини для другого ряду.
На надісланих трьох нитках, біля правої качалочки закріплюють робочу нитку петлею, вишивають два стовпчики прутика, голку з ниткою робочої виводять по діагоналі у другий ряд і починають виконувати стовпчик. Голку вколюють між качалочкою і першим стовпчиком прутика і виводять за першим стовпчиком. Робочу нитку простягають і утворюється настил на два стовпчики прутика. Робочі нитки повинні залишатися знизу настилу. Потім голку вколюють зверху настилу і виводять справа наліво за другим стовпчиком прутика. Простягають робочу нитку і утворюється невеликий діагональний стібок зверху настилу, який як би прикріплює стібок настилу. Над першим знову роблять настил на два стовпчики так само, як перший. Залежно від товщини робочої нитки виконують ще 2-4 настилу так, щоб останній підходив впритул до ниток тканини. Виконавши останній настил стовпчика, голку вколюють поверх цього настилу і виводять по вертикалі вниз за першим настилом. Виконано перший стовпчик.
Щоб перейти до виконання другого стовпчика, голку вколюють навпроти робочої нитки в першому ряду і виводять по діагоналі у другий ряд. Простягають робочу нитку і виконують наступні два стовпчики прутика. Потім так само, як перший, виконують другий і всі наступні стовпчики зразка мережки. Треба стежити, щоб у кожному стовпчику була однакова кількість настилів. У даному зразку — п'ять настилів. Виконавши другий ряд, залишають і висмикують 3 або 4 нитки тканини для третього ряду. Закінчують мережку, виконавши знизу і зверху третього ряду одинарний прутик.

## Мережка «подвійні стовпчики»
Мережка «подвійні стовпчики», як і попередня мережка стовпчики — неширока, тому в візерунках вона буває відмежовує лінією. Мережка подвійні стовпчики складається з трьох рядів: 1-й ряд виконують одинарним прутиком, як і в попередніх мережках; 2-й ряд складається з подвійних стовпчиків, 3-й ряд також вишивають одинарним прутиком.
Починають вишивати зразки мережки з качалочок висотою 1 см і по мірі виконання рядів мережки качалочки дошивають. Знизу качалочок відступають дві нитки, підрізають і висмикують три нитки тканини. Далі виконують в першому ряду знизу одинарний прутик. Вишиваючи його, залишають три нитки, підрізають і висмикують 5 ниток тканини для другого ряду. Другий ряд складається з стовпчиків, які виконують так само, як і в попередній мережці, настилами, але тільки до середини ряду. Роблять це так. Робочу нитку закріплюють петлею на трьох нитках тканини, біля правої качалочки і виконують 3 або 4 настилу (залежно від товщини робочої нитки) до середини ряду. По 3 або 4 настилу в стовпчиках виконують до кінця ряду. Потім роботу повертають так, щоб вишиті стовпчики виявилися вгорі зразка. Залишають три нитки, підрізають і висмикують три нитки тканини для третього ряду мережки. Другу частину другого ряду вишивають теж справа наліво. Стовпчики другої частини ряду як би роздвоює вже виконані стовпчики до середини ряду.
Щоб створити такий вид мережки, перший стовпчик другої частини ряду вишивають, захопивши праву качалочку: закріпивши петлею робочу нитку біля правої качалочки, роблять один стовпчик прутика в першому ряді; голку виводять по діагоналі в другий ряд і виконують 3 або 4 настилу на першому стовпчику прутика і правої качалочки. Потім настили роблять на кожних двох наступних стовпчиках другого ряду і виходить, що стовпчик другої частини ряду роздвоює вже виконані стовпчики. Звідси й отримала мережка назву "подвійні стовпчики".
У третьому ряду мережки знизу виконують одинарний прутик.

## Мережка з квадратиками
Ця мережка отримала назву від фігурок-квадратиків, які отримують при вишивці.
Мережку з квадратиків можна використовувати в орнаменті як лінію відмежування і як основну частину візерунка. Виконують її нитками, за тоном і кольором близькими до тканини або одного з кольорів, використаних в орнаменті.
По всій довжині і ширині зразка мережки вишивають качалочки на 3-5 ниток тканини. По кутах цього прямокутника виконують хрестики на 3-5 ниток. Для зразка мережки качалочку роблять висотою 2 см, довжиною 10 см. Виконавши качалочками прямокутник, зверху над нижньою качалочкою і знизу під верхньою качалочкою, ліворуч біля правої качалочки підрізають і висмикують 3-5 ниток тканини. Вимірюють лінійкою висоту надісланих посередині ниток тканини. Потім вирізують з паперу квадратик зі стороною, рівною довжині цієї висоти. Квадратик з паперу накладають на нитки для мережки. Підрізають і висмикують ліворуч від нього наступні 3-5 ниток тканини. Пересувають квадратик по всій ширині мережки, підрізаючи і висмикуючи 3-5 ниток тканини зліва від нього. У результаті отримують всередині качалочок сіточку з квадратиками невидернутих ниток тканини.
Кожен квадратик мережки виконують окремо. Спочатку визначають центр квадратика. Для цього підраховують нитки тканини або вимірюють лінійкою. У центр квадратика вколюють голку і круговим рухом трохи розсовують нитки тканини: роблять дірочку. У першому квадратику робочу нитку закріплюють по діагоналі петлею. У решті квадратиках вишивку починають, закріплюючи робочу нитку по діагоналі двома-трьома стібками, виводячи голку в центр. Потім на нитках верхнього краю квадратиків визначають кількість стовпчиків прутика так, щоб у кожному було рівну кількість ниток. У нашому зразку три стовпчика прутика по 3 або 4 нитки. Іноді в одному з стовпчиків виходить на одну нитку більше.
Закріпивши робочу нитку і визначивши, скільки ниток тканини необхідно підхопити на голку для стовпчиків прутика, починають виконувати квадратик зверху справа наліво. На голку підхоплюють 3 або 4 нитки тканини, простягають робочу нитку. Повертаються, голку вколюють праворуч від першого стовпчика і виводять в центр квадратика. Простягають робочу нитку і отримують перший стовпчик прутика. Другий і третій стовпчик прутика виконують точно так само. Вишиваючи стовпчики прутика у верхній частині квадратика, роботу повертають за годинниковою стрілкою так, щоб наступна сторона квадратика виявилася зверху. Знову визначають, скільки ниток тканини необхідно підхопити на голку для кожного з трьох стовпчиків прутика, так як стовпчиків з усіх сторін повинна бути однакова кількість. Якщо зверху роблять три стовпчика, то і в наступній стороні квадратика повинне бути теж три стовпчика. Виконавши другу сторону, роботу знову повертають за годинниковою стрілкою і вишивають третю сторону квадратика симетрично першій стороні. Потім роботу повертають і виконують четверту сторону квадратика симетрично другій стороні. Виконуючи останній стовпчик прутика, підхоплюють на голку нитки тканини, простягають під ними робочу нитку. Знову голку вколюють праворуч від останнього стовпчика і виводять з робочою ниткою на виворітну сторону. Тут голку закріплюють під стібками прутика, не захоплюючи тканина квадратика. Другий і всі наступні квадратики мережки виконують так само. При бажанні можна виконати 2 або 3 ряди квадратиків. У цьому випадку теж виконують окремо всі квадратики рядів мережки.

## Мережка затягування
Мережка затягування отримала свою назву від прийому вишивання. У лавах мережки для утворення узору на місце однієї висмикнутої нитки тканини затягується робоча нитка. За рахунок цього створюється враження ажурності та тонкості мережки. Для візерунка мережки можна підібрати орнамент, призначений для техніки хрестика. Але краще виглядає мережка з більшим орнаментом. Виконують мережку нитками зазвичай, темнішими або світлими, ніж тканина, наприклад, на білому тлі світло-рожевими, блакитними, сірими нитками.
Зразок мережки затягування складається з дев'яти рядів. Виконують його по малюнку узору. Починають вишивати зразок мережки з качалочок у висоту 1,5 см і в міру збільшення рядів мережки качалочки доші-• жують. У першому і останньому ряду мережки візерунка НЕ вишивають.
Знизу качалочок залишають дві нитки тканини, підрізають і висмикують одну нитку для першого ряду. Перший ряд виконують одинарним прутиком. Залишають 2 або 3 нитки тканини, підрізають і висмикують одну нитку для другого ряду мережки. При виконанні візерунка один стовпчик мережки буде дорівнювати одній клітинці візерунка на малюнку.
Другий ряд мережки відповідає першому ряду візерунка. Його починають з затягування робочої нитки. Закріплюють робочу нитку в правій качалочці з виворітного боку і виводять на лицьову сторону між качалочкою і першим стовпчиком у перший ряд. На початку ряду затягують робочу нитку на три стовпчики прутика. Затягнути нитку слід на місце витягнутої нитки з тканини. При цьому одну нитку тканини підхоплюють на голку, другу пропускають. Протягнувши голку з ниткою через три стовпчика, вколюють її за третім стовпчиком прутика, зліва і виводять вертикально вниз у перший ряд. Далі роблять два стовпчики прутика і затягують робочу нитку на один стовпчик. Голку вколюють за цим стовпчиком і виводять вертикально вниз, у перший ряд. Знову роблять два стовпчики прутика і затягують нитку на п'яти стовпчиках по малюнку узору. Виконавши друге ряд мережки, залишають 2 або 3 нитки, підрізають і висмикують одну нитку тканини для третього ряду. Третій ряд мережки відповідає другому ряду візерунка.
У третьому ряду спочатку затягують робочу нитку на два стовпчики. Потім протягом всього ряду чергуються: вишивають два стовпчики прутика і на 3 стовпчика ряду затягують робочу нитку. Виконавши 3-й ряд, залишають 2 або 3 нитки тканини, підрізають і висмикують одну нитку для 4-го ряду мережки. 4-й ряд мережки відповідає 3-му ряду візерунка.
На початку ряду затягують робочу нитку на один стовпчик. Роблять два стовпчики прутика, затягують нитку на 5 стовпчиків, роблять два стовпчики прутика. Виконавши 4-й ряд, залишають 2 або 3 нитки, підрізають і висмикують одну нитку для 5-го ряду, 5-й ряд мережки відповідає 4-му ряду візерунка. 5-й ряд починають з двох стовпчиків прутика. Потім затягують робочу нитку на 7 стовпчиків, які чергуються протягом всього ряду з трьома стовпчиками прутика.
Виконавши 5-й ряд, залишають 2 або 3 нитки тканини і висмикують одну нитку для 6-го ряду мережки. 6-й ряд виконують, як 4-й. 7-й ряд виконують, як 3-й. 8-й ряд виконують, як 2-й. Для 9-го ряду залишають 2 або 3 нитки, підрізають і висмикують одну нитку тканини. У 9-му ряду знизу і зверху виконують одинарний прутик. Мережка закінчена.

## Мережка шабак[3]
Мережкою шабак виконують геометричні візерунки. Вона відрізняється від попередніх мережок тим, що виконується яскравими, контрастними кольорами: червоним, жовтим, зеленим, чорним, білим, а також прийомом виконання настилу.Зразок мережки шабак складається з семи рядів. Всі ряди мережки виконують справа наліво. Щоб вийшли дірочки, настилами трохи стягують стовпчики прутика. Кінці робочих ниток закріплюють у качалочках з виворітного боку або по вертикалі стовпчиків у настилах з виворітного боку. Зразок мережки вишивають нитками жовтого, червоного, білого і чорного кольору. Перш ніж почати мережку шабак, визначають її необхідну ширину. Збільшуючи або зменшуючи кількість настилів у ряді візерунка, можна вишити різну по ширині мережку. Качалочки зразка виконують висотою 2 см. Знизу і зверху качалочок, відступивши по дві нитки, підрізають і висмикують 2 або 3 нитки тканини. Потім знизу і зверху залишивши 2 або 3 нитки, підрізають і висмикують нитки всій середній частині мережки для виконання візерунка.
У першому ряду мережки, знизу і зверху чисниці ряду, виконують одинарний прутик. Потім роботу повертають так, щоб останній ряд мережки виявився знизу, і так само, як у першому ряду, знизу і зверху чисниці виконують одинарний прутик.
Візерунок мережки починають виконувати з ромбоподібної фігурки біля правої качалочки ниткою червоного кольору. Робочу нитку закріплюють петлею на третьому стовпчику прутика ліворуч від правої качалочки. Потім голку вколюють між другим і третім стовпчиком прутика і виводять зліва направо за другим стовпчиком прутика. Знову голку вколюють між першим і другим стовпчиком прутика і виводять справа наліво за другим стовпчиком прутика. Так по черзі, виколюючи голку зліва направо за другим стовпчиком прутика і справа наліво за другим стовпчиком прутика, виконують ще 1 або 2 ряди настилу. Виконуючи настили, трохи стягують нитки тканини.
Далі голку вколюють між першим і другим стовпчиком прутика, виводять зліва направо за першим стовпчиком прутика і починають виконувати другий ряд фігурки візерунка.
Три або чотири рази по черзі вколюють голку зліва направо за першим прутиком і справа наліво за другим прутиком так, щоб у другому ряду візерунка, на першому і другому стовпчиках прутика утворилися по 3 або 4 петлі настилу.
У третьому ряду виконують настил 3 або 4 рази, захоплюючи качалочку. До четвертого ряду візерунка переходять, вколюючи голку між першим і другим стовпчиком прутика, і виводять голку справа наліво за другим стовпчиком прутика. У цьому ряду теж виконують настил 3 або 4 рази.
П'ятий ряд узору мережки виконують на другому і третьому стовпчику прутика так само, як перший ряд. Виконавши першу частину ромбоподібної фігурки, роботу повертають так, щоб виконана частина фігурки виявилася ліворуч. Голку вколюють знизу під нитки третього стовпчика прутика і виводять зверху за третім настилом п'ятого ряду.
Далі виконують вгору 2-й, 3-й і 4-й ряди для закінчення ромбоподібної фігурки. Виводять голку на виворітну сторону роботи. Тут під нитками настилу першого ряду переходять до стежках одинарного прутика. Під стібками прутика, не захоплюючи тканину з виворітного боку, переколюють голку до наступної ромбоподібної фігурки, пропускаючи 8 стовпчиків прутика. Вишивають всі елементи візерунка червоними нитками.
Закінчивши вишивати фігурки червоним кольором, виконують настили жовтими, а потім чорними нитками. Принцип виконання настилів у всій мережці однаковий. Переходять від настилів до настилів одного кольору з виворітного боку під стібками одинарного прутика. Закінчують зразок мережки, виконавши білим кольором настили в серединці ромбоподібних фігурок.

## Виконання мережок
Технологія виконання мережки «одинарний прутик».
Мережкою «одинарний прутик» починають вишивати будь-яку з мережок, її використовують як самостійний вид мережки, а також для оформлення країв готового виробу китицями.
Технологія виконання мережки «подвійний прутик».
Мережку «подвійний прутик» і «одинарний прутик» виготовляють різними способами. Вона складається з нижнього і верхнього рядів.
Інструменти та матеріали: тканина, нитки, голки, ножиці, п'яльці.